# Röthenbach im Emmental
Röthenbach im Emmental (toponimo tedesco) è un comune svizzero di 1 184 abitanti del Canton Berna, nella regione dell'Emmental-Alta Argovia (circondario dell'Emmental).

## Monumenti e luoghi d'interesse

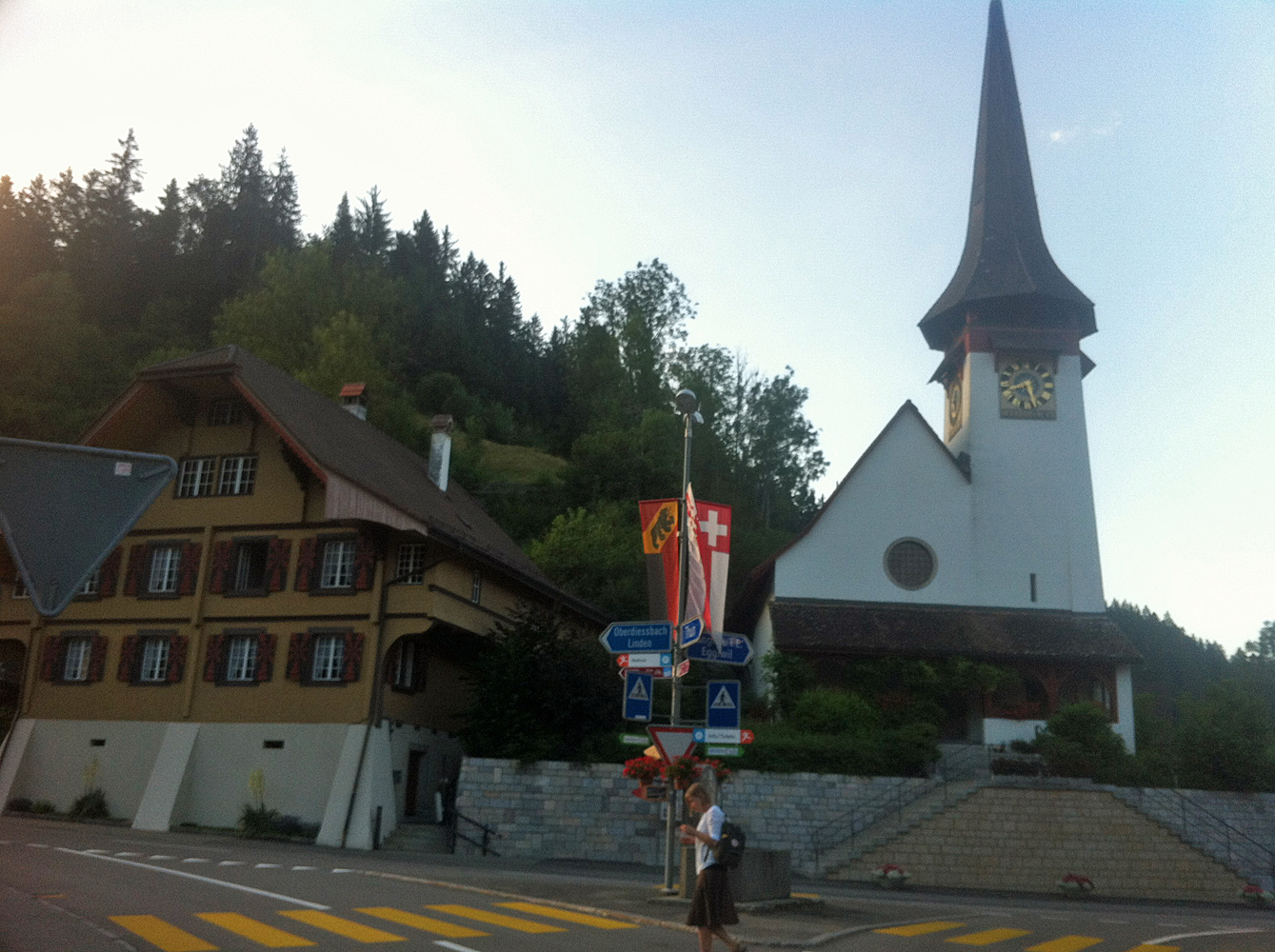
La chiesa riformata

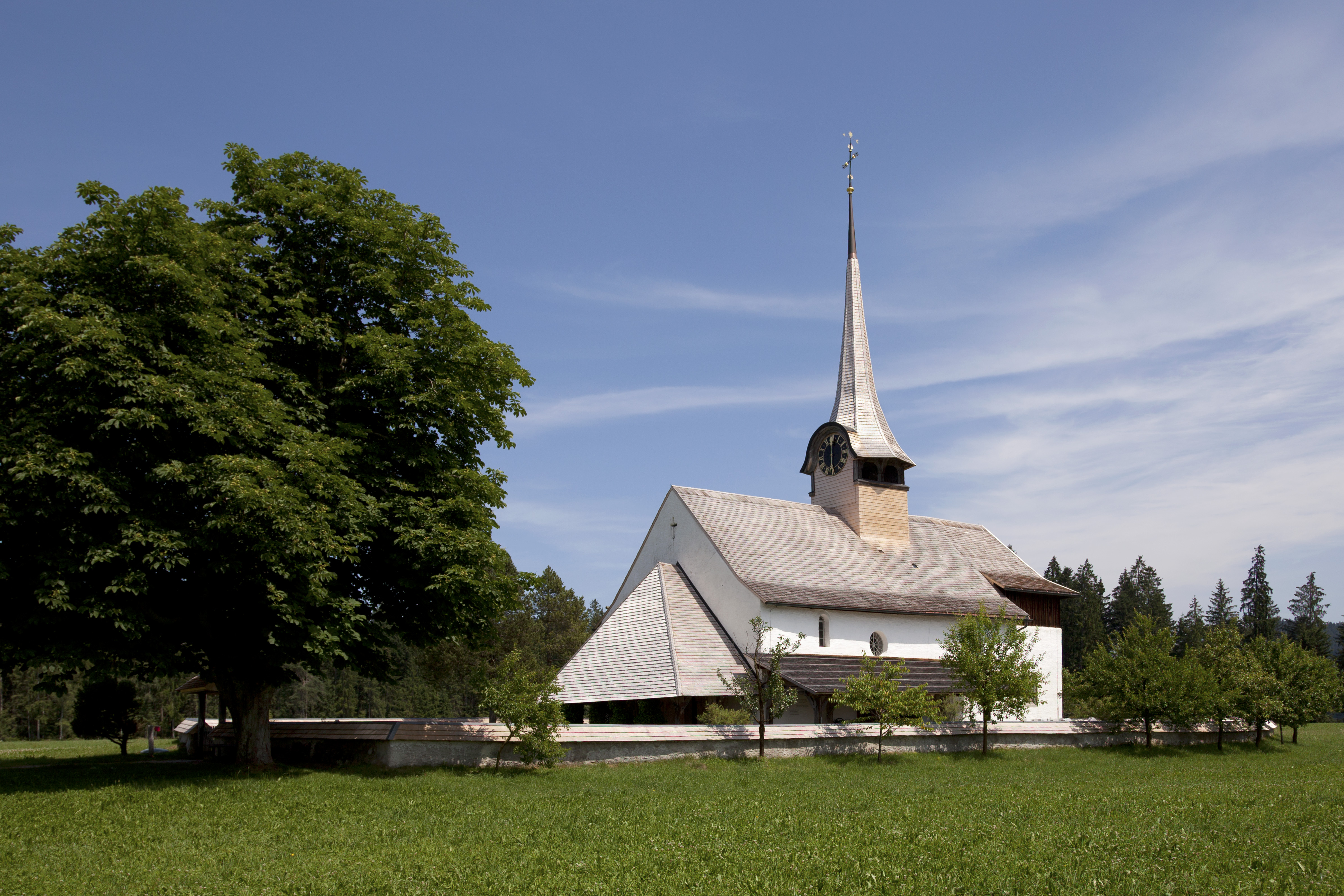
La chiesa riformata di Würzbrunnen

- Chiesa riformata (già di Santa Maria), attestata dal 1148 e ricostruita nel 1905[1];
- Chiesa riformata (già di Santo Stefano) di Würzbrunnen, attestata dal 1275 e ricostruita nel 1494[1].

## Società

### Evoluzione demografica
L'evoluzione demografica è riportata nella seguente tabella:
Abitanti censiti

## Amministrazione
Ogni famiglia originaria del luogo fa parte del cosiddetto comune patriziale e ha la responsabilità della manutenzione di ogni bene ricadente all'interno dei confini del comune.